# Wang Yun (Politiker)

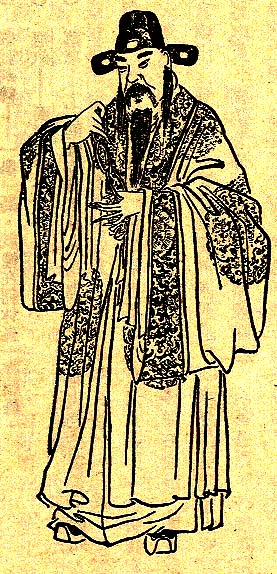
Darstellung von Wang Yun in einer Ausgabe der Geschichte der Drei Reiche aus der Qing-Dynastie.

Wang Yun (chinesisch 王允 / 王允, Pinyin Wáng Yún, W.-G. Wang Yun), Großjährigkeitsname Zishi (子师; * 137; † 192), war Minister des Überflusses unter Kaiser Xian, dem letzten Souverän der Han-Dynastie. Zu Wang Yuns Amtszeit war der Kaiser kaum mehr als eine Marionette mächtiger Generäle und Warlords. Im Jahr 192 verschwor sich Wang Yun mit Lü Bu gegen den Warlord Dong Zhuo, der den Kaiser zur Zeit kontrollierte, und sie ermordeten ihn. Dong Zhuos Mitstreiter überwarfen sich jedoch mit ihnen und richteten Wang Yun mitsamt seiner Familie hin.
In der Geschichte der Drei Reiche wird Wang Yun als Adoptivvater der (wahrscheinlich fiktiven) Diao Chan vorgestellt. Er benutzt seine Tochter, um Lü Bu und Dong Zhuo zu verführen, was schließlich in der Ermordung Dong Zhuos von den Händen seines Ziehsohnes gipfelte.

## Leben
Nach dem Hou Hanshu stammte Wang Yun aus dem Land Qi (祁县, südlich vom heutigen Taiyuan, Shanxi). Viele Mitglieder seiner Familie dienten schon seit Generationen als Verwaltungsbeamte in regionalen Regierungen. Wang Yun selbst wurde im Alter von 19 Jahren Beamter und erhielt beim Ausbruch des Aufstands der Gelben Turbane einen Posten als Inspektor der Yu-Provinz (豫州刺史). Später unterlag er in einem Machtkampf dem Eunuchen Zhang Rang, musste seinen Posten aufgeben und sich in der Wildnis verbergen. Nach dem Tod des Zhang Rang kam der General He Jin an die Macht, der Wang Yun zum Edlen des Haushalts und später zum Intendanten von Henan (河南尹) ernannte.
Die Hauptstadt Luoyang versank 189 mit dem Tod der Kaiserinmutter He und ihres Bruders He Jin in Chaos. In den Kämpfen der Eunuchenfraktion und der Kaiserinnenfamilie ergriff Dong Zhuo die Macht, ein rücksichtsloser Warlord aus der Liang-Provinz (凉州). Er beseitigte die Eunuchen und ersetzte den Kaiser Liu Bian durch den jüngeren Liu Xie, den er nach Belieben benutzen konnte. Nun, da die Anarchie zu Ende war, wurde Wang Yun zum Minister des Überflusses (司徒) und Direktor des Kaiserlichen Sekretariats (尚书令) ernannt.
Dong Zhuos grausames und tyrannisches Verhalten brachte bald nicht nur das Volk gegen ihn auf. Wang Yun verschwor sich mit einigen anderen Hofbeamten, um Dong Zhuo zu ermorden. Der Plan wurde umso erfolgversprechender, als Lü Bu sich auf ihre Seite stellte, Dong Zhuos Adoptivsohn. Mit einem Dutzend Männer drängte Lü Bu seinen Ziehvater außerhalb des Palastes in eine Ecke und tötete ihn eigenhändig.
Nach dem Tod des Dong Zhuo verbreiteten sich Gerüchte, dass der Hof die Soldaten aus der Liang-Provinz gleichfalls zu ermorden trachtete. Als auch nach Wochen kein kaiserliches Dekret eine Generalamnestie verkündete, stürzten zwei vorige Mitstreiter Dong Zhuos, Guo Si und Li Jue, den nun regierenden Lü Bu und ergriffen selbst die Macht.
Bevor Lü Bu aus der Hauptstadt entkam, suchte er Wang Yun auf und bat ihn, ihm zu folgen. Wang Yun jedoch weigerte sich, den jungen Kaiser zurückzulassen. Die Rebellen ergriffen Wang Yun und seine Familie und richteten sie auf dem großen Platz im Stadtzentrum öffentlich hin. Von der Familie seines Bruders entkamen einige, und sein Neffe Wang Ling beispielsweise wurde Großkommandant unter Cao Cao.